# اولگا سولووووا
اولگا سولووووا (انگلیسی: Olga Solovova؛ زادهٔ ۲۲ ژوئن ۱۹۵۳) بازیکن والیبال اهل اتحاد جماهیر شوروی سوسیالیستی بود.